# Linner Linde

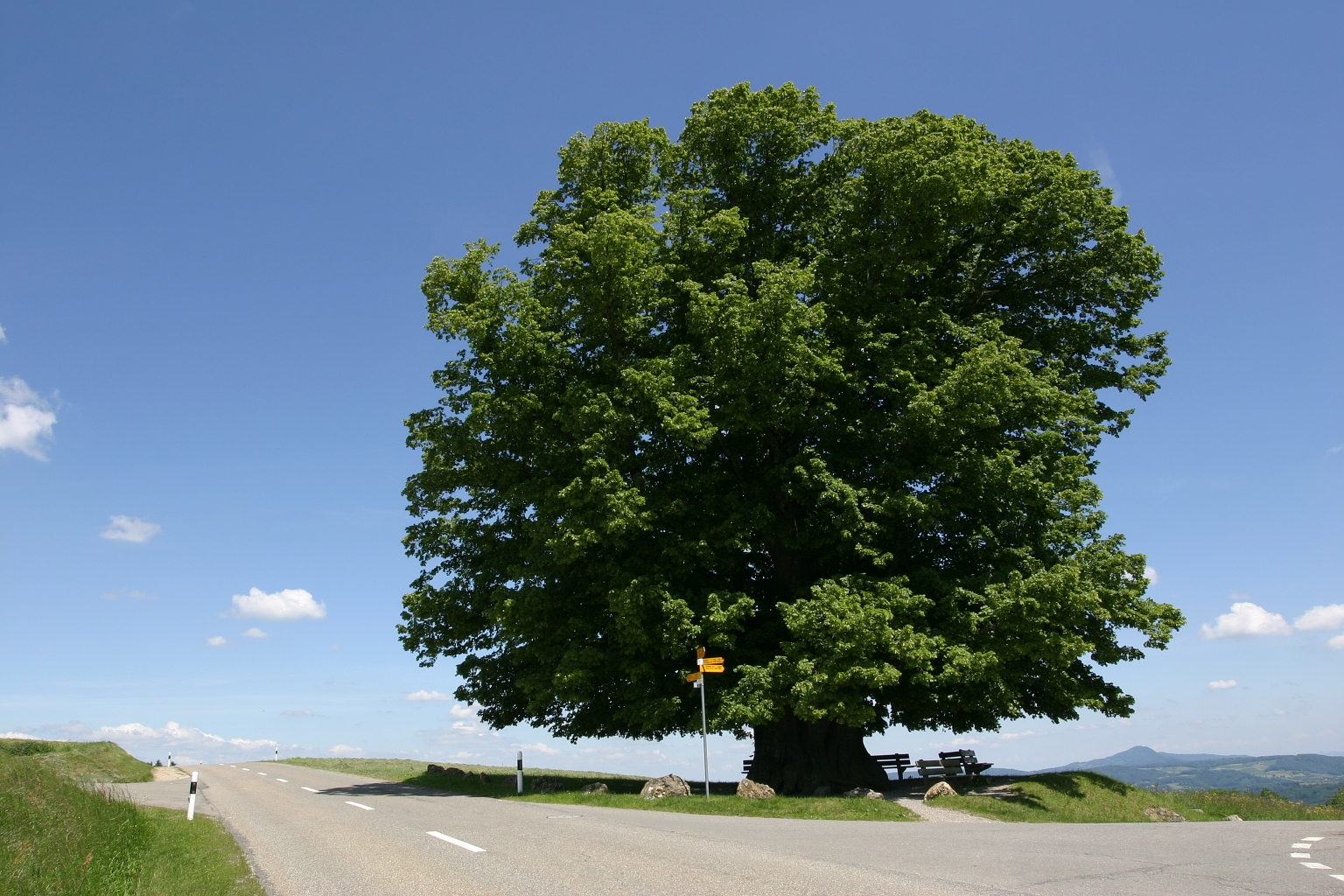
Linner Linde von Westen

Die Linner Linde (im Aargauer Volksmund d Lende vo Lenn oder d Lenner Lende) ist eine markante Sommerlinde (Tilia platyphyllos), die in der Nähe von Linn auf dem Gemeindebann von Bözberg im schweizerischen Kanton Aargau steht.

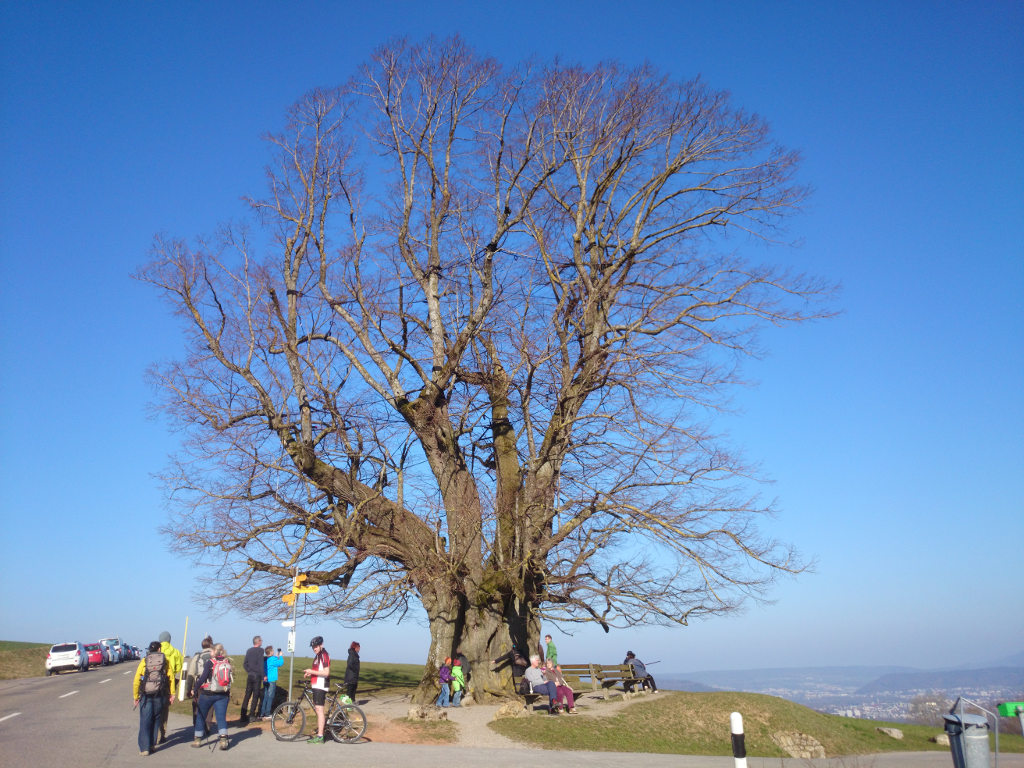
Die Linde im März

Mit einer Höhe von 25 Metern und einem Stammumfang von elf Metern gilt sie als der mächtigste Baum des Aargaus. Die Legende besagt, dass die Linde zum Gedenken an die Pest von einem der letzten übrigbleibenden Dorfbewohner gestiftet wurde. Die Pest wütete im Dorf Linn im 16./17. Jahrhundert besonders heftig. Das tatsächliche Alter der Linde ist aber weit höher, man geht von rund 800 Jahren aus.
Eine weitere Sage droht, dass die Welt untergehen müsse, wenn die Linde eines Tages nicht mehr einmal jährlich ihren Schatten auf das Schloss Habsburg, den Stammsitz der gleichnamigen Dynastie werfe: «Leit d linde nüm ihres chöpfli ufs Ruedelis hus, so eschs met allne wälte us» (mit «Ruedeli» ist Rudolf von Habsburg gemeint).